# Romancing SaGa 2
Romancing SaGa 2 är ett rollspel från 1993 utvecklat och publicerat av Square för Super Famicom. Det är det femte spelet i SaGa-serien. Spelet fick en utökad port för japanska mobila enheter från Square Enix 2011. Denna version remastrades av ArtePiazza och släpptes över hela världen mellan 2016 och 2017 av Square Enix för Android, iOS, PlayStation Vita, Nintendo Switch, PlayStation 4, Windows och Xbox One.
Spelet utspelar sig i kungariket Avalon, och spelaren tar rollen som en dynasti av härskare i deras kamp mot the Seven Heroes, världens före detta frälsare som korrumperats till demoner. Spelet innehåller ickelinjär utforskning och expansion av spelvärlden och berättelsen, med turbaserade strider med gruppformationer. Som med andra SaGa-titlar finns det inga erfarenhetspoäng och karaktärsattributer och färdigheter avgörs av handlingar som vidtas i strid. En nyckelmekanik är att välja nästa härskare av Avalon, som kommer att ärva den tidigare härskarens förmågor.